# Drevljánok

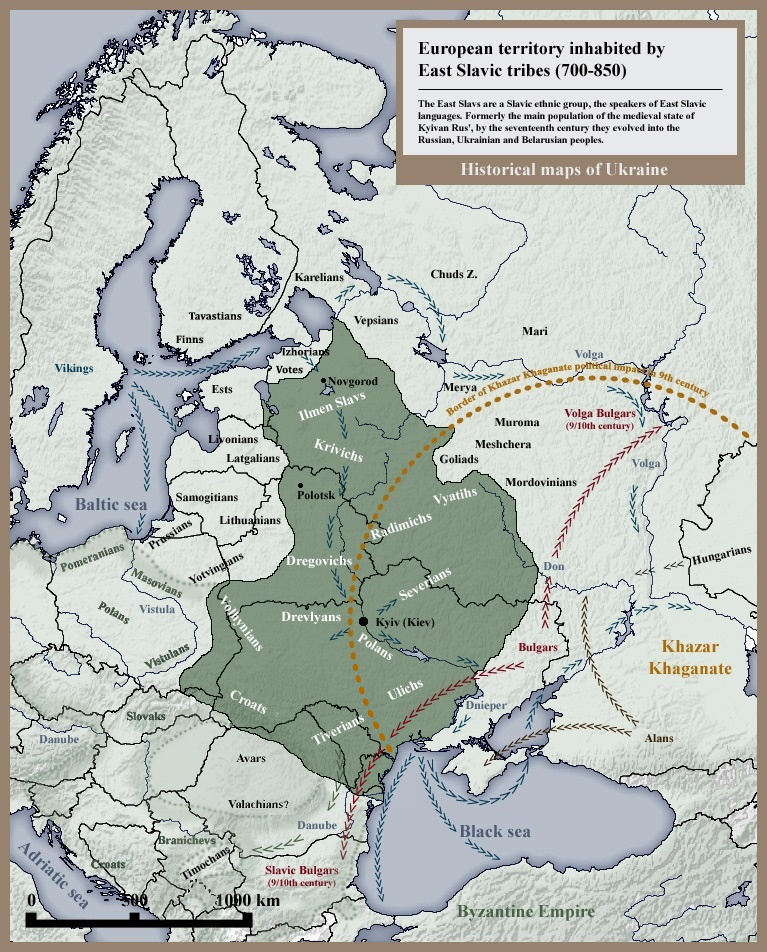
A keleti szláv törzsek a 8-9. században

A drevljánok (ukránul деревляни, oroszul древляне) keleti szláv törzs volt, amely a mai ukrajnai Polisszja területén élt a 6. és 10. század között és amely végül beolvadt a Kijevi Ruszba.  

## Területük
Szállásterületük nagyjából a mai ukrán Zsitomiri területnek és a Kijevi terület nyugati részének felel meg; keletről a Dnyeper, északról a Pripjaty, nyugatról a Szlucs folyók határolták. Régészetileg a szomszédos törzsekkel együtt a Luka-Rajkovecki kultúrához tartoztak. Szomszédaik északról a dregovicsok, délkeletről a poljánok, nyugatról a volhíniaiak, délnyugatról a buzsánok voltak. A krónikák szerint nevüket onnan kapták, hogy sűrű erdőkben (дерево - gyerevo - fa) laktak.

## Életmódjuk
A korabeli források szerint a poljánokhoz képest barbárok és primitívek voltak. Sírjaikban nem találunk fegyvereket: ez békés természetre utal. Településeiken sarlókat, cserépedényeket, vasszerszámokat, vászon- és kikészített bőrmaradványokat találtak a régészek; a csontok tanúsága szerint marhát és lovat is tartottak. Kereskedelmi kapcsolataikra utalnak a megtalált ezüst-, bronz-, üveg- és karneolékszerek. Mivel pénzérméket nem találtak, feltehetően cserekereskedelmet folytathattak. 
Függetlenségük idején politikai központjuk Iszkoroszteny városa volt, a későbbiekben Ovrucsra változott. 

## Meghódoltatásuk

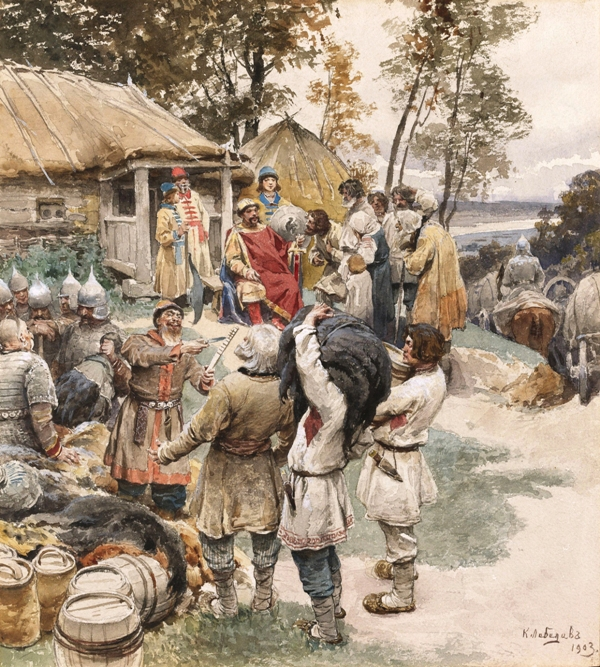
Igor fejedelem beszedi az adót a drevljánoktól (K. V. Lebegyev, kb. 1905)

A krónikák szerint a drevljánok főleg a poljánokkal háborúskodtak. Már a Kijevi Rusz megalapítója, Oleg fejedelem meghódoltatta és adófizetésre kötelezte őket. Oleg bizánci hadjáratának résztvevői között felsorolják a drevljánok harcosait is. A fejedelem halála után beszüntették az adófizetést; erre annak utóda, Igor kellett hogy kényszerítse őket hadjáratával. 
945-ben az idős Igor megemelt adót préselt ki belőlük, majd kísérete nagy részét előreküldve, visszatért hozzájuk és másodszori sarcot követelt rajtuk. A felháborodott drevljánok erre megölték; az egyik krónika szerint lábait két lehajlított nyírfához kötözték, majd a fákat felengedve kettészakították a fejedelem testét. Mal, a drevljánok vezetője (Jan Dlugosz lengyel krónikás szerint Niszkin volt a neve) ezután követséget küldött Igor özvegyéhez, Olgához, házasságot ajánlva neki. Olga a teljes követséget élve eltemettette; egy másik követségre rágyújtatta a fürdőt. Ezután az Igor halotti torára meghívott drevljánok között rendezett vérfürdőt, majd formális hadjárattal elfoglalta Iszkorotenyt és sok lakost megöletett vagy rabszolgává tett. Bosszújával véglegesen alávetette Kijevnek a törzset. 
I. Szvjatoszláv fejedelem Oleg fiát tette a drevljánok kormányzójává (970—977 között). I. Vlagyimir is fiait ültette az ország egyes részeinek vezetői székébe, ekkor a drevljánokat Szvjatoszláv herceg vezette, akit bátyja 1015-ben meggyilkolt. Bölcs Jaroszláv idején (1016—1054) a drevljánok földjét teljesen bekebelezte a Kijevi Rusz, a nép utolsó említése a krónikákban 1136-ból származik.

## Külső hivatkozások
- Происхождение исторического племени древлян
- Kelet-Európa népei a 9. században

## Fordítás
- Ez a szócikk részben vagy egészben  a(z)   Древляне című orosz Wikipédia-szócikk ezen változatának fordításán alapul.  Az eredeti cikk szerkesztőit annak laptörténete sorolja fel. Ez a jelzés csupán a megfogalmazás eredetét és a szerzői jogokat jelzi, nem szolgál a cikkben szereplő információk forrásmegjelöléseként.